# Mausoleum Henckel-Donnersmarck

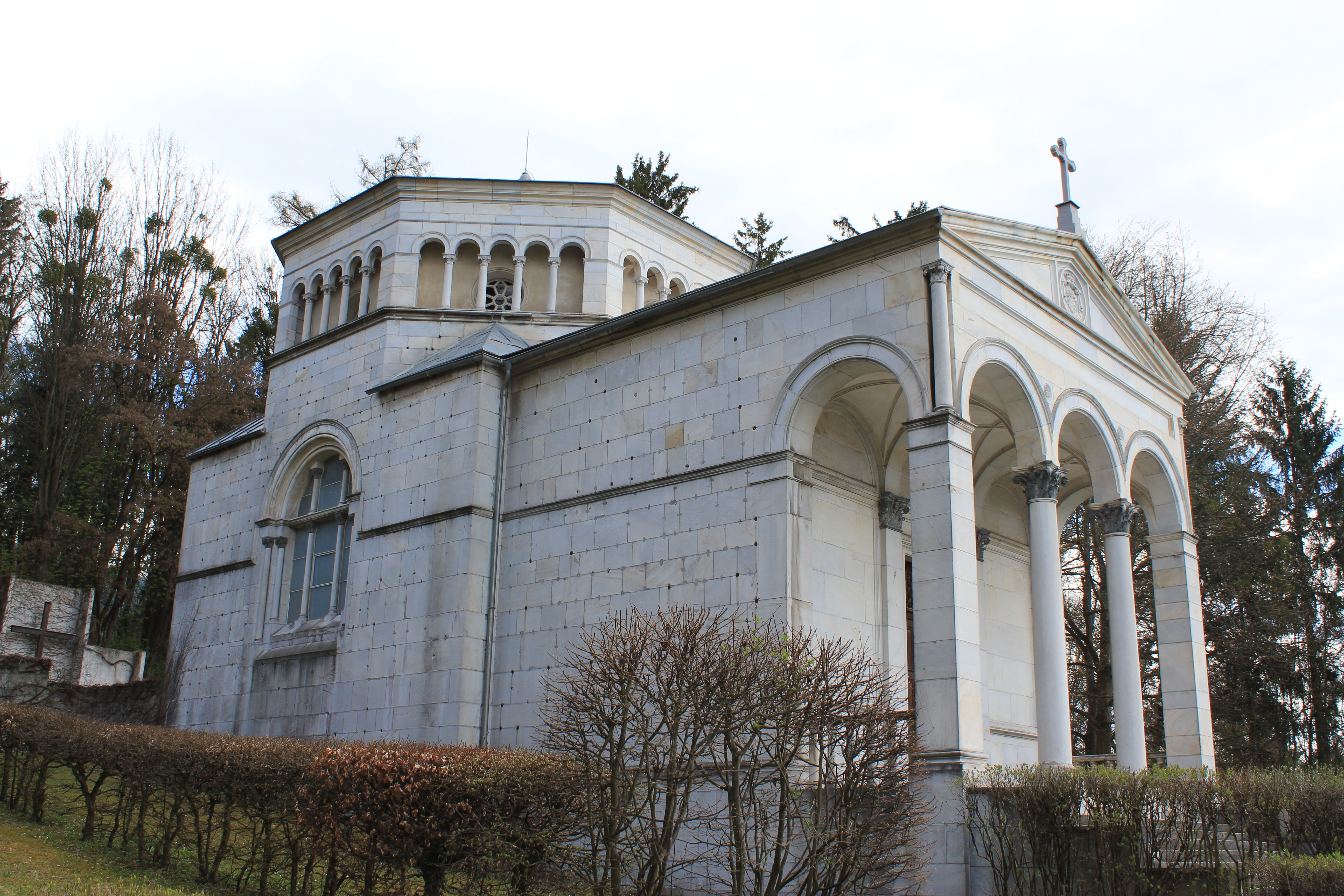

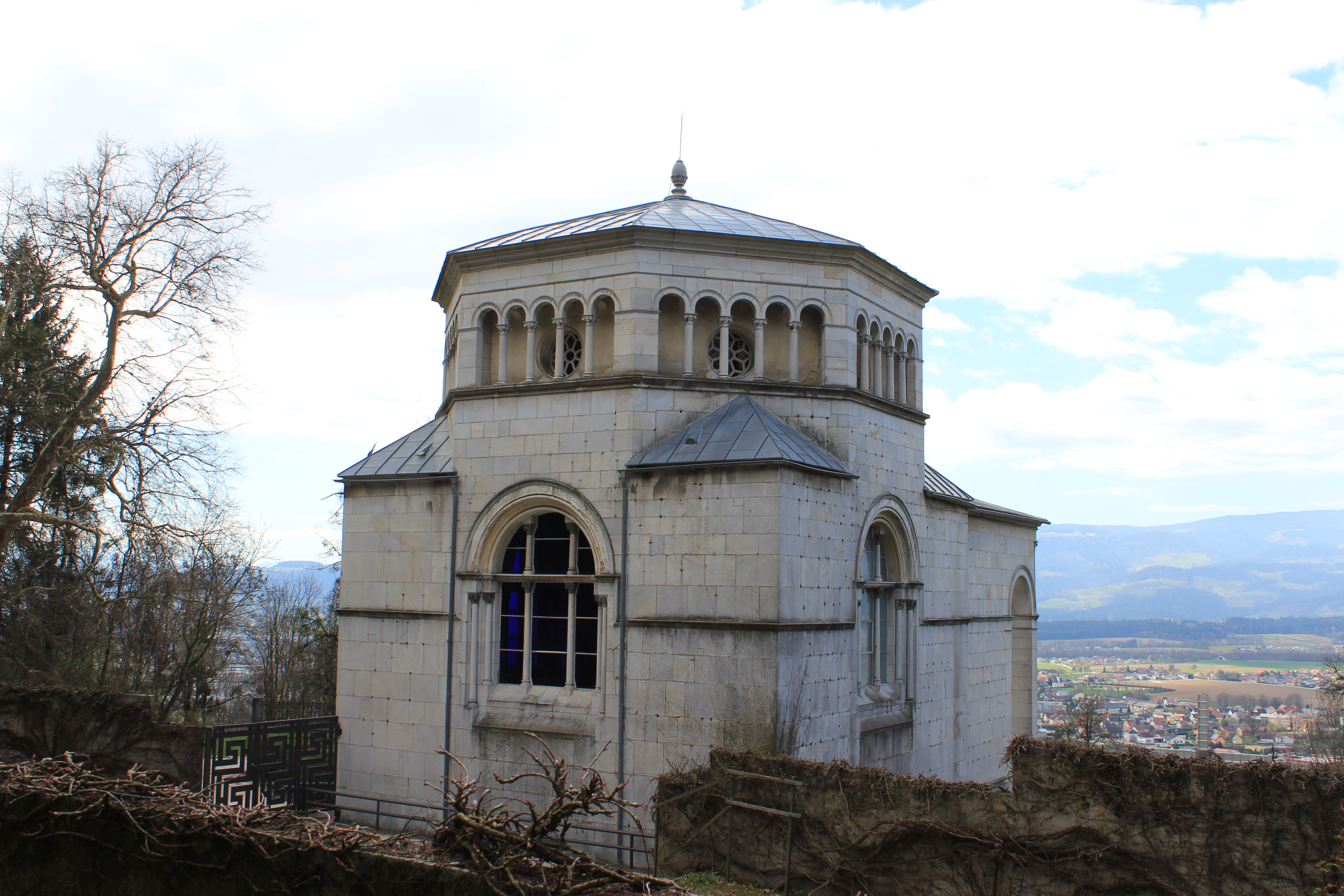

Das Mausoleum Henckel-Donnersmarck ist auf einem Hügel östlich der Stadt Wolfsberg und südlich des Schlosses gelegen.
Der historistische Bau wurde 1858 bis 1892 nach Plänen von Friedrich August Stüler erbaut.
Das Mausoleum ist ein achtseitiger, quadratisch ummantelter Zentralbau. Die Kuppel wird von einer Zwerggalerie mit Rundbogenarkaden und einem sehr flachen Zeltdach umfangen. An der Schauseite ist ein dreiachsiger Säulenportikus mit Dreiecksgiebel und einem dreiachsigen und zweijochigem Vestibül angebaut. Die Säulen des Portikus besitzen Kompositkapitelle. Vom Vestibül führt ein Abgang zur Gruft und ein seitlich doppelläufiger Treppenaufgang zur Kapelle. Die Kapelle ist ein Oktogon mit Wandarkaden über in den Ecken eingestellten Säulen und in den Hauptachsen durch Säulchen unterteilte Öffnungen. Über Doppelgesimse erhebt sich eine Schirmkuppel mit Rundfenstern in den Schildbogenfeldern.
Mittelpunkt der Kapelle ist das Grabmal der 1857 gestorbenen Laura Henckel-Donnersmarck mit der 1862 von August Kiss geschaffene Liegefigur. Am Sockel sind trauernde Engel abgebildet. Daneben steht ein Kindergrabmal mit Reliefmedaillon.
Der Altar, die Betbänke und die Schmiedeeisengitter stammen aus der Bauzeit.